# Mimuri (Sektor)
Mimuri (Kinyarwanda Umurenge wa Mimuri) oder auch Mimuli ist ein Sektor des Distrikts Nyagatare im Norden der Ostprovinz von Ruanda.

## Geographie
Der Sektor Mimuri hat eine Fläche von 47,7 km². Er setzt sich aus den fünf Zellen Bibare, Gakoma, Mahoro, Mimuri und Rugari zusammen. Nachbarsektoren sind im Norden Rukomo, im Nordosten Nyagatare, im Osten Katabagemu, im Südosten Ngarama, im Südwesten Nyagihanga und im Westen Mukama.

## Bevölkerung
Nach Stand der Volkszählung von 2022 liegt die Einwohnerzahl bei 34.373. Zehn Jahre zuvor waren es 27.211, was einem jährlichen Bevölkerungszuwachs von 2,4 Prozent zwischen 2012 und 2022 entspricht.

## Verkehr
Durch den Sektor verläuft etwa in Nordost-Südwest-Richtung die Nationalstraße 19. Im Zentrum des Sektors geht von dieser eine District Road nach Osten ab.